# Culex tauffliebi
Culex tauffliebi is een muggensoort uit de familie van de steekmuggen (Culicidae). De wetenschappelijke naam van de soort is voor het eerst geldig gepubliceerd in 1976 door Geoffroy & Hervé.